# Мурман Оманідзе
Мурман Оманідзе (груз. მურმან ომანიძე) — грузинський політичний і державний діяч, виконувач обов'язків глави уряду Грузії у 1991 році після проголошення незалежності. Міністр закордонних справ Грузинської РСР у 1990-1991 роках. Депутат грузинського Парламенту у 1992–1998 роках.

## Життєпис
Закінчив Тбіліський державний університет, факультет міжнародного права. Потім працював у юридичному департаменті державної сільськогосподарської компанії, а з 1985 по 1990 рр. - менеджером у Міністерстві будівництва Грузинської РСР. Він також брав участь в організації радянських ветеранів війни в Афганістані, де з 1990 по 1991 рік обіймав посаду заступника голови. З березня по травень 1991 року був заступником міністра транспорту. Після здобуття незалежності Грузії в серпні 1991 року його призначили міністром закордонних справ та віце-прем'єр-міністром Грузії.
У серпні 1991 року він тимчасово обійняв посаду прем'єр-міністра після відставки Тенгіза Сігуа, який вступив у конфлікт з президентом. Залишався на посаді міністра закордонних справ до 31 грудня 1991 року, коли його помістили під домашній арешт внаслідок звинувачень у таємній зустрічі з організаторами путчу. 4 січня 1992 року він успішно втік до Росії і звинуватив президента Звіада Гамсахурдію в диктаторських спробах. З 1992 по 1998 рр. депутат парламенту, він також керував підприємствами. Він знову покинув Грузію і відійшов від політики, рятуючись від ордера на арешт, за звинуваченням у шахрайстві.